# Мері Форбс
Етель Луїза Янг, відома як Мері Форбс (1 січня 1883 — 22 липня 1974) — британсько-американська акторка. З 1919 по 1958 рік знялася у понад 130 фільмах.
Народилася в Горнсі, Англія. Вперше виступила на публіці на концертному майданчику з сольними концертами. Її акторський дебют відбувся в 1908 році на лондонській сцені в театрі Aldwych. Її американський дебют відбувся в романсі в театрі Максін Елліотт в 1913 році.
Вона очолювала театр Ambassadors у 1913 році та мала багаторічний досвід роботи на сцені Великобританії та Америки до її появи в голлівудських фільмах. Двоє з трьох її дітей від першого шлюбу в першому кварталі 1904 року з Ернестом Дж. Тейлором, Ральф і Дороті Бренда, відома як Бренда, також були акторами. Середня дитина з трьох, Філліс Мері Тейлор, не була в акторському бізнесі. Її другим чоловіком став британський актор Чарльз Квотермейн у 1925 році; союз закінчився розлученням. У 1935 році одружилася з американським бізнесменом Веслі Воллом; залишалася в шлюбі до її смерті.
Стала натуралізованою громадянкою США у 1943 році. В останні роки проживала в США, де й померла.
Однією з її героїнь була Люсіль Вебстер Глісон, акторка та дружина актора Джеймса Глісона.